# Divizia A 1925-26
A temporada 1925-26 é a 14ª edição da Divizia A que começou em 1925 e terminou em 1926. O Chinezul Timişoara foi o campeão vencendo na final o Juventus Bucureşti, conquistando pela 5ª vez o título nacional.

## Equipes Participantes
| Região    | Equipe                         |
| --------- | ------------------------------ |
| Arad      | AMEF Arad                      |
| Bucareste | Juventus Bucureşti             |
| Braşov    | Colţea Braşov                  |
| Cernăuţi  | Hackoah Cernăuţi               |
| Chişinău  | Fulgerul CFR Chişinău          |
| Cluj      | Victoria Cluj                  |
| Craiova   | Craiovan Craiova               |
| Oradea    | Stăruinţa Oradea               |
| Satu Mare | Olimpia Satu Mare              |
| Sibiu     | Societatea de Gimnastica Sibiu |
| Timişoara | Chinezul Timişoara             |

## Fase final

### Partida preliminar
| Time 1             | Res. | Time 2            |
| ------------------ | ---- | ----------------- |
| Juventus Bucureşti | 4–1  | Craiovan Craiova  |
| AMEF Arad          | 3–1  | Victoria Cluj     |
| Stăruinţa Oradea   | 4–3  | Olimpia Satu Mare |

### Quartas-de-finais
| Time 1             | Res. | Time 2                         |
| ------------------ | ---- | ------------------------------ |
| Juventus Bucureşti | 3–1  | Societatea de Gimnastica Sibiu |
| AMEF Arad          | 3–0  | Colţea Braşov                  |
| Stăruinţa Oradea   | 0–5  | Chinezul Timişoara             |
| Hackoah Cernăuţi   | 0–1  | Fulgerul CFR Chişinău          |

### Semi-finais
| Time 1             | Res. | Time 2                |
| ------------------ | ---- | --------------------- |
| Juventus Bucureşti | 4–1  | Fulgerul CFR Chişinău |
| AMEF Arad          | 2–5  | Chinezul Timişoara    |

### Final
| Time 1             | Res. | Time 2             |
| ------------------ | ---- | ------------------ |
| Chinezul Timişoara | 3–0  | Juventus Bucureşti |

## Campeão
| Divizia A 1925-26              |
| ------------------------------ |
| Chinezul Timişoara (5º título) |